# Monasterio de Santa María de Latre
El antiguo monasterio de Santa María de Latre fue un monasterio del siglo XI-XII ubicado entre los pueblos de Latre y Estallo, cerca de la desembocadura del barranco de Berro en el rio Gállego.

## Historia
Fue fundado entre la primera incursión navarra en el Serrablo del 922 y su conquista definitiva por las fuerzas navarras de Sancho el Mayor del 1024, por lo que sería contemporáneo al monasterio de San Andrés de Fanlo y tendría la función similar del cenobio de San Pedro de Lasieso de ser un punto de demarcación de la frontera sur del reino navarro y de la colonización del terreno con colonos navarros, aunque en un principio al ser un monasterio enmarcado en la zona fronteriza con el waliato de Huesca estaría poblado por dos o tres monjes a lo sumo como otros muchos pequeños cenobios de la zona.
Las noticias escritas del monasterio son pocas aunque indican que tuvo un modesto papel en la vertebración del Serrablo como se ve en su liderazgo del breve arcedianato de Soduruel, el cual existió hasta el 1050 cuando el rey Ramiro I decidió reformar el monasterio de Sásabe, bajo el cual el monasterio se encontraba, e incorporarlo al obispado de Jaca, pasando a ser un priorato dependiente del arcedianato de Laurés tal y como aparece en el testamento de Ramiro I en el 1063. 
La siguiente noticia documental que se tiene del cenobio es su reforma agustina en el 1077 para posteriormente desaparecer como centro eclesiástico a mitad del siglo XIII junto con otros noventa centros religiosos nacidos en los primeros años del Reino de Aragón como consecuencia de la centralización del poder religioso, pasando a ser una pardina de veinticinco hectáreas que se mantuvo habitada hasta mediados del siglo XVIII con una casa y la iglesia que en la tradición oral de los pueblos de alrededor era "el antiguo monasterio".

### Los Lanaspa y la Pardina de Santa María
En el 1500 la familia que arrendaba la pardina al obispo de Jaca eran los Lanaspa aunque posteriormente en el 1690 el grueso de la familia se trasladó a Casa Pedro Juan de Latre, dejando a María Lanaspa quien era la hermana mayor de la familia y que estaba casada con Pedro Pérez de Casa Marieta de Estallo, quien compraría la pardina al obispado y la incorporaría al patrimonio familiar, aunque tras la muerte en el 1744 del hijo primogénito del matrimonio, Alejandro Pérez Lanaspa, los derechos pasaron a su hijo José y a sus hermanos restantes surgiendo el problema que el hermano de María Lanaspa y tío del fallecido, Miguel Juan Lanaspa reclamaba los derechos sobre la pardina e inició una serie de pleitos que no se resolvieron hasta el 1747 con el matrimonio entre Simón Pérez, quien era hijo de María y Pedro, y de Benita Aso, nuera viuda de Miguel Juan tras la muerte prematura del esposo e hijo respectivo Cristobal Lanaspa, uniendo así definitivamente las herencias en el nieto de Miguel Juan Lanaspa, Pedro Juan Lanaspa siendo esta persona quien da el nombre coloquial a la casa solariega de los Lanaspa en Latre.
A pesar de esta resolución el hijo de Alejandro Pérez Lanaspa, José Pérez, quien había perdido los derechos tras el matrimonio de su tío en el 1747, volvió a iniciar los pleitos en el 1797 resolviéndose estos a su favor en el 1806 aunque para entonces él los había depositado ya en una prima suya y esta en su hijo, Martín Pardo, tintorero en el arrabal de Zaragoza y que tras tomar posesión de esta en la iglesia vendió sus derechos de nuevo a los miembros de Casa Marieta de Estallo.

### Desmantelamiento del templo y reutilización en Latre
La vinculación entre la familia, el monasterio y la propia casa de Pedro Juan se apoya también en el hecho de que en el momento en el que los pleitos sobre la herencia de la pardina finalizaron la construcción de la casa Pedro Juan se estaría terminando y muy probablemente varios elementos del monasterio fueron transportados desde las ruinas a la construcción para embellecerla como es el caso de la puerta principal, que cuenta con la inscripción del 1749 y se trata de un arco conopial de estilo neogótico con salmeres salientes en cuya clase se puede observar un corazón decorativo con la fecha, algo que se ve en otros templos como la Iglesia de Cartirana o la ermita de San Vicente de Cillas, siendo ambos templos del siglo XVII y que encaja en el auge de la devoción al Sagrado Corazón. 
Otros elementos del templo como las piedras esquineras que también están rematadas con corazones similares al arco de entrada, aunque su localización dentro del complejo monástico es difícil de situar ya que pudieron ser parte de un atrio o de una entrada anexa al templo, habrían sido transportados desde la pardina hasta la población junto con la verja de la lonja de la actual Iglesia de San Miguel de Latre y las piedras de los pilares de la misma, que formaba parte de la abadía de la misma, siendo construida en el 1740 y por lo tanto coincidente con el abandono de la casa de Santa María y su posible desmantelamiento.
Tras la venta de los derechos obtenidos por Martín Pardo a los de Casa Marieta de Estallo el aprovechamiento de las piedras talladas de las paredes y el enlosado terminarían probablemente en la casa de los compradores en Estallo ya que en la puerta de la ampliación de la misma se puede ver la fecha del 1818 inscrita.

## Descripción
Se trata de un templo de grandes dimensiones para el momento en el que fue construido ya que cuenta con veintitrés metros de largo y nueve de ancho en el que aún es visible la planta del ábside orientado hacia el oeste, mientras que el cem
enterio se encontraría en la parte sur ya que en el momento que se empezaron a usar tractores para la labranza en la parcela en la que se encuentra aparecieron sepulturas de losa.